# كارل بريسون
كارل بريسون (بالدنماركية: Carl Brisson)‏ هو ملاكم ومغني وممثل دنماركي، ولد في 24 ديسمبر 1893 في كوبنهاغن في الدنمارك، وتوفي بنفس المكان في 25 سبتمبر 1958.

## وصلات خارجية
- كارل بريسون على موقع IMDb (الإنجليزية)
- كارل بريسون على موقع ألو سيني (الفرنسية)
- كارل بريسون على موقع ميوزك برينز (الإنجليزية)
- كارل بريسون على موقع أول موفي (الإنجليزية)
- كارل بريسون على موقع قاعدة بيانات برودواي على الإنترنت (الإنجليزية)
- كارل بريسون على موقع قاعدة بيانات الأفلام السويدية (السويدية)
- كارل بريسون على موقع ديسكوغز (الإنجليزية)
- كارل بريسون على موقع قاعدة بيانات الفيلم (الإنجليزية)
- كارل بريسون على موقع كينوبويسك (الروسية)